# هيلدا كي غرانت
هيلدا كي غرانت (بالإنجليزية: Hilda Kay Grant)‏ (29 نوفمبر 1910 في كندا - 11 مايو 1996، تورونتو في كندا)؛ شاعرة، كاتِبة وروائية كندية.